# Roodflankbaardvogel
De roodflankbaardvogel (Capito maculicoronatus) is een vogel uit de familie Capitonidae (Amerikaanse baardvogels).

## Verspreiding en leefgebied
Deze soort komt voor in Panama en noordwestelijk Colombia en telt twee ondersoorten:
- C. m. maculicoronatus: westelijk Panama.
- C. m. rubrilateralis: van oostelijk Panama tot noordwestelijk Colombia.

## Status
De grootte van de populatie is in 2019 geschat op 50.000-500.000 volwassen vogels. Op de Rode lijst van de IUCN heeft deze soort de status niet bedreigd.